# Yuri’s Night

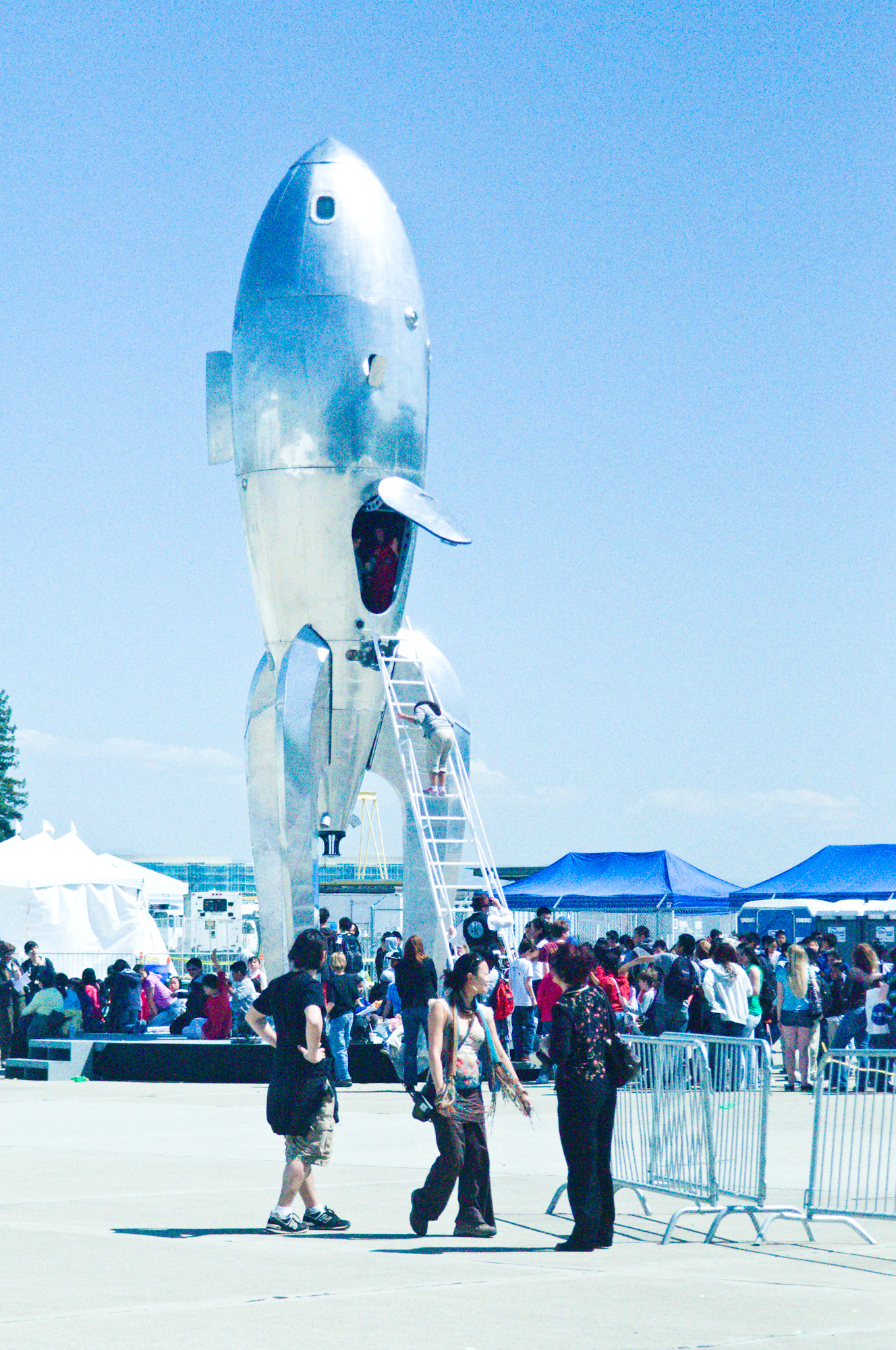
Yuri’s Night auf dem Gelände von NASA Ames, Moffett Field, Kalifornien

Yuri’s Night (deutsch „Juris Nacht“) ist die vom damaligen NASA-Mitarbeiter George T. Whitesides etablierte Bezeichnung für eine u. a. von ihm ins Leben gerufene Reihe von Veranstaltungen, die in Form eines Aktionstages alljährlich um den 12. April herum weltweit auf allen Kontinenten die bemannte Weltraumfahrt als zivilisatorische Errungenschaft feiern. Der Name erinnert an Juri Gagarin, den ersten Menschen im Weltraum. Ausdrücklicher Grund für die Wahl dieses Datums ist der Zusammenfall der Termine des Columbia-Erstfluges 1981 und des Wostok-Erstfluges 1961, die beide jeweils am 12. April stattfanden. Die Anzahl der offiziell registrierten Feiern dieser Art begann 2001 mit 64 und liegt seit 2009 bei über 200. Im Jahr 2004 etwa feierten Menschen in 34 Ländern und an zahlreichen Orten, u. a. in Los Angeles, Stockholm, in der Antarktis, Tel Aviv, Tokio und auf der Internationalen Raumstation (ISS).

## Inhalt
Die Absicht von Yuri’s Night ist, das öffentliche Interesse an der Weltraumforschung zu fördern und neue Kandidaten für diese Forschungen innerhalb der nachwachsenden Generation zu gewinnen. Dabei stützt sich die Veranstaltungsidee auch auf vom Weltraum inspirierte künstlerische Ausdrucksformen und mündet schließlich in ein weltweites Netzwerk der gleichzeitig stattfindenden Veranstaltungen mit jungen Leuten. Auf den weltweiten Veranstaltungen finden auch verschiedenste kulturelle Events, insbesondere aus den Bereichen Musik, Tanz, Mode und Kunst statt.

## Initiative
Zu den Initiatoren von „Yuri’s Night“ gehören George T. Whitesides und Loretta Hidalgo. Whitesides war von 2004 bis 2008 Executive Director bei der NASA, dann Chief of Staff für Administrator Charles Bolden. Heute ist Whitesides CEO von Virgin Galactic. An der Initiative ist die russische Seite nicht beteiligt gewesen.
Seit 2010 gibt es für die Yuri’s Night eine eigene 501(c)3-Gesellschaft, nachdem vorher die organisatorischen Strukturen im von der UNO unterstützten Space Generation Advisory Council gewachsen waren.

## Wissenswertes
Im Gegensatz zu bisweilig geäußerten Vermutungen, die Yuri’s-Night-Idee habe etwas mit dem für das gleiche Datum ausgerufenen russischen „Tag der Kosmonauten“ zu tun, basiert sie auf einem eigenen internationalen Gedanken: am 12. April ereignete sich der Erstflug sowohl eines Menschen ins All (1961) als auch eines amerikanischen Space-Shuttle (1981; genau 20 Jahre später). Diese Gleichzeitigkeit wurde von amerikanischer Seite zum Anlass genommen, zu einer weltweiten Feier aufzurufen, die alle raumfahrenden Nationen und alle Raumfahrtinteressierten länderübergreifend einschließt, um gemeinsam die weltgeschichtliche Errungenschaft des bemannten Raumfluges – ohne vordergründiges Ansehen einer einzelnen Nation – zu würdigen.
An der Veranstaltung in Los Angeles 2004 nahmen über 100 prominente Weltraumforscher teil, darunter auch der Autor Ray Bradbury, der Weltraumtourist Dennis Tito und der Gründer des Ansari X-Prize Peter Diamandis. Besonders in den USA ist Yuri’s Night eine Großveranstaltung, die am Ames Research Center der NASA im Jahr 2010 schon 12000 Besucher anzog, wie Spiegel Online berichtet. Auf dem International Astronautical Congress (IAC) 2013 in Peking wurde der bis dato geleistete Fortschritt präsentiert.

## Statistik
Internationale Verbreitung als Beleg für die überregionale Wahrnehmung der Veranstaltungsreihe von 2001 bis heute:
| Jahr            | 2001 | 2002 | 2003 | 2004 | 2005 | 2006 | 2007 | 2008 | 2009 | 2010 | 2011 | 2012 | 2013 | 2014 | 2015 | 2016 | 2017 |
| Veranstaltungen | 64   | 120  | 78   | 77   | 62   | 91   | 127  | 198  | 217  | 222  | 567  | 236  | 357  | 214  | 223  | 273  | 199  |
| in Ländern      | 28   | 45   | 36   | 34   | 21   | 33   | 36   | 51   | 47   | 67   | 75   | 52   | 57   | 48   | 49   | 62   | 50   |

## Internationale Wahrnehmung
Zu den Organisationen, die sich an der Ausrichtung der Yuri’s Night-Veranstaltungen beteiligen, gehört u. a. Students for the Exploration and Development of Space. Die Disney Studios haben „Yuri’s Night“ thematisiert. Der Guardian stellt Yuri’s Night in eine Reihe mit anderen wissenschaftlichen Aktionstagen. 2012 gab es einen Bericht zur Yuri’s Night bei MSNBC. 2014 schreibt Wired über die Feier in Los Angeles. Astronauten haben in den vergangenen Jahren „Yuri’s Night“-bezogene Grußbotschaften live aus der ISS an die Weltbevölkerung gesendet, z. B.:
- 2008: Peggy Whitson[11]
- 2011: Catherine Coleman u. a.;[12] hier zeigen sich alle sechs Besatzungsmitglieder im Yuri’s-Night-T-Shirt mit dem zugehörigen Logo.
- 2013: Chris Hadfield[13]
- 2015: Samantha Cristoforetti[14]

## Yuri’s Night in Deutschland, Österreich und der Schweiz

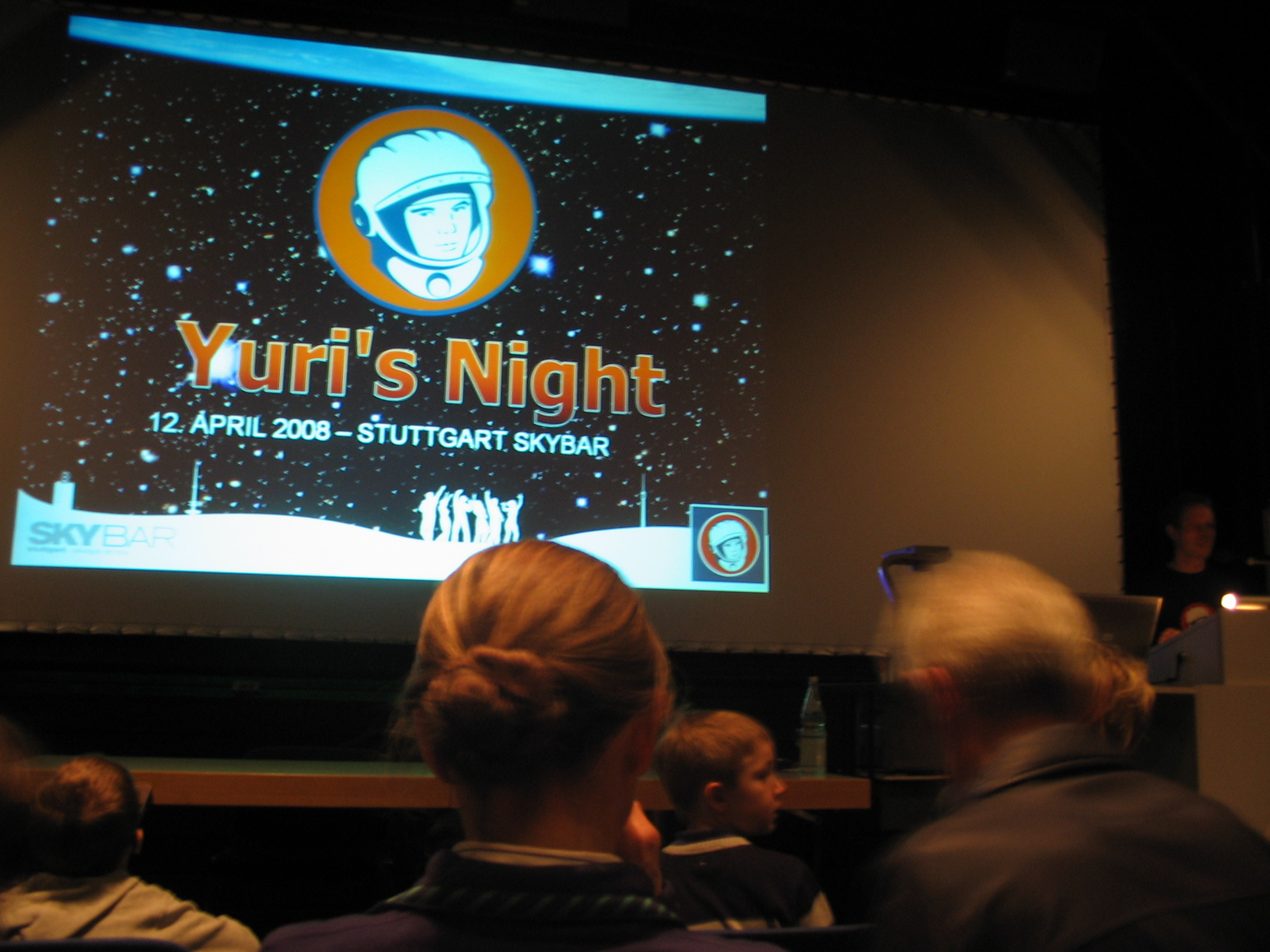
Yuri’s Night Stuttgart 2008

In Bremen fand 2015 ein Aktionstag statt, ebenso gab es eine Veranstaltung 2016 auf der Osterburg im thüringischen Weida. Die jährlichen Veranstaltungen in Deutschland werden durch diverse Unternehmen und Organisationen unterstützt, darunter DLR und ESA.
In Österreich findet eine Yuri’s Night seit Jahren in Wien statt, unterstützt durch das Österreichische Weltraum Forum.
In der Schweiz findet Yuri’s Night an wechselnden Orten statt, im Jahr 2017 in Baden.

## Sonstiges
Den 2010 vom Yuri’s Night Executive Team zum ersten Mal verliehenen Spirit of Yuri’s Night Award erhielten bislang diese Personen des öffentlichen Lebens:
- 2010: Richard Garriott
- 2011: Ronald John Garan
- 2012: Pete Worden
- 2013: Chris Austin Hadfield
- 2014: Bill Nye
- 2015: Alan Stern